# الصورة بالغرض

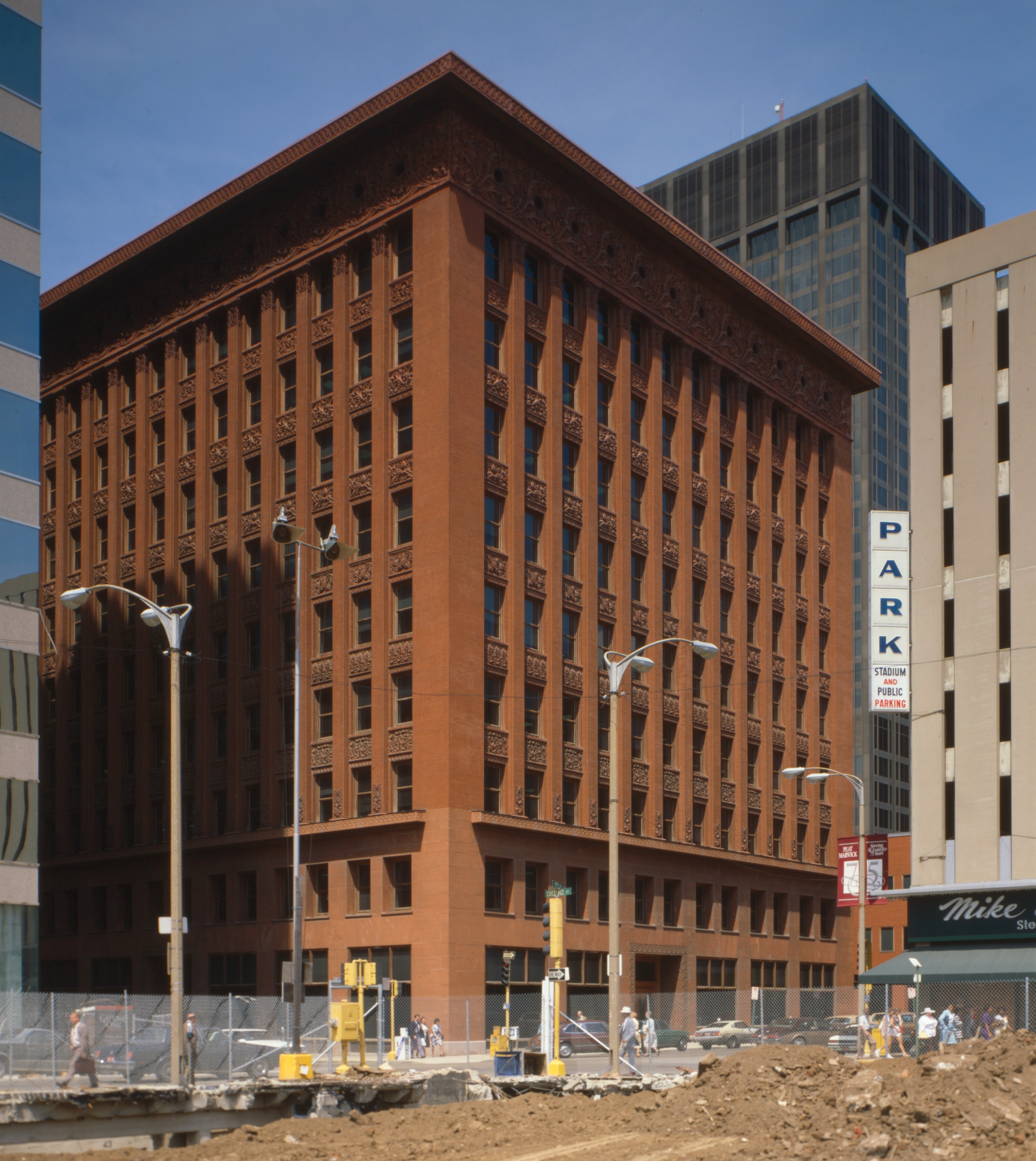

الصورة بالغرض مبدأ مرتبط بعمارة أواخر القرن التاسع عشر وأوائل القرن العشرين والتصميم الصناعي بنحو عام، وهذا يعني أن صورة المبنى أي شكله أو الشيء يجب أن يرتبط بنحو أساسي بالوظيفة أو الغرض المقصود منه.